# Австралія-Пасіфік ЗПГ
Австралія Пасіфік ЗПГ (APLNG) – завод із зрідження природного газу в Австралії, споруджений у штаті Квінсленд на північно-східному узбережжі країни. Для розміщення об`єкту обрано острів Кертіс, витягнутий уздовж материка на 80 км та відділений від нього неширокою затокою.
В середині 2010-х років на Кертісі спорудили одразу три заводи зі зрідження – Австралія-Пасіфік, Гладстоун та Квінсленд-Кертіс. Найбільшим серед них є саме Австралія-Пасіфік з річною потужністю 9 млн.т ЗПГ (12,6 млрд.м3), дві технологічні лінії якого стали до ладу в 2015 – 2016 роках.
Для зберігання продукції призначені два резервуари об`ємом по 160000 м3. Причальний комплекс заводу спроектований таким чином, що дозволяє одночасне завантаження двох газових танкерів вантажоємністю від 125000 до 220000 м3.
Щоб забезпечити захід газовозів до трьох заводів ЗПГ реалізували днопоглиблювальний проект Western Basin Dredging and Disposal Project, над яким працювали землесосний снаряд "Rotterdam" та фрезерні земснаряди "Al Mahaar", "Castor" і "Athena". Всього було вилучено 22 млн м3 грунту.
Сировинною базою проекту став метан вугільних пластів басейну Сурат, для доставки якого на узбережжя створили трубопровідну систему Талінга/Спрінг-Галлі – Вандоан – Кертіс-Айленд.
Потреби комплексу забезпечує власна теплова електростанція.
Власниками заводу є американська ConocoPhillips (37,5%, оператор проекту), місцева Origin (так само 37,5%) та китайська Sinopec (25%). Остання також є головним замовником продукції, уклавши довгостроковий контракт на поставки 7,6 млн.т на рік.